# Snamenskoje (Kaliningrad, Bagrationowsk)
Snamenskoje (russisch Знаменское, deutsch Kutschitten) ist ein Ort in der russischen Oblast Kaliningrad (Gebiet Königsberg (Preußen)). Er gehört zur Gwardeiskoje selskoje posselenije (Landgemeinde Gwardeiskoje (Mühlhausen)) im Rajon Bagrationowsk (Kreis Preußisch Eylau).

## Geographische Lage
Snamenskoje liegt im Südosten des Rajon Bagrationowsk, drei Kilometer nordöstlich von Bagrationowsk (Preußisch Eylau). Durch den Ort verläuft eine Nebenstraße, die Bagrationowsk mit Nadeschdino (Lampasch, 1 Kilometer) und Gwardeiskoje (Mühlhausen, 12 km) bzw. Tischino (Abschwangen, 14 km – an der russischen Fernstraße A 196, ehemalige deutsche Reichsstraße 131, gelegen) verbindet.
Die nächste Bahnstation ist Bagrationowsk an der Bahnstrecke von Kaliningrad (Königsberg) nach Bagrationowsk, einem verbliebenen Teilstück der früheren Ostpreußischen Südbahn.

## Geschichte
Die früher Kutschitten genannte Landgemeinde Snamenskoje gehörte von 1874 bis 1945 zum Amtsbezirk Loschen (russisch: Lawrowo, heute nicht mehr existent). Das Dorf lag im Landkreis Preußisch Eylau im Regierungsbezirk Königsberg der preußischen Provinz Ostpreußen. In Kutschitten waren im Jahre 1910 164 Einwohner registriert, deren Zahl 1933 noch 122 und 1939 120 betrug.
Infolge des Zweiten Weltkrieges kam Kuschitten 1945 mit dem nördlichen Ostpreußen zur Sowjetunion und erhielt im Jahre 1946 die russische Bezeichnung „Snamenskoje“. Bis zum Jahr 2009 war der Ort in den Nadeschdinski sowjet (Dorfsowjet Nadeschdino (Lampasch)) eingegliedert und ist seither – aufgrund einer Struktur- und Verwaltungsreform – eine als „Siedlung“ (russisch: possjolok) eingestufte Ortschaft innerhalb der Gwardeiskoje selskoje posselenije (Landgemeinde Gwardeiskoje (Mühlhausen)) im Rajon Bagrationowsk.

## Kirche
Die vor 1945 fast ausnahmslos evangelische Bevölkerung von Kutschitten war in das Kirchspiel Schmoditten (heute russisch: Rjabinowka) eingepfarrt. Es gehörte zum Kirchenkreis Preußisch Eylau (Bagrationowsk) innerhalb der Kirchenprovinz Ostpreußen der Kirche der Altpreußischen Union. Der letzte deutsche Geistliche war Pfarrer Max Kuehnert.
Heute liegt Snamenskoje im Einzugsbereich der in den 1990er Jahren neu gebildeten Dorfkirchengemeinde in Gwardeiskoje (Mühlhausen). Sie ist eine Filialgemeinde der Auferstehungskirche in Kaliningrad (Königsberg) und gehört zur Propstei Kaliningrad der Evangelisch-lutherischen Kirche Europäisches Russland (ELKER).